# Stiftelsen Tre smeder
Stiftelsen Tre smeder (tidigare Sparbanksstiftelsen i Helsingfors) är en finländsk stiftelse grundad 1993. Enligt stiftelsens stadgar ska den stöda kulturell och ideell verksamhet primärt i Helsingfors samt att vårda Helsingfors Sparbanks traditioner. 
Tre Smeder har bland annat stött ombyggnaden av Svenska Teatern och beviljat medel för en professur i finansiell ekonomi vid Svenska Handelshögskolan. Den årliga utdelningen ligger på kring tre miljoner euro.
Stiftelsen är största enskilda ägare i Aktia Bank, med drygt 10 procent av aktierna och nästan 20 procent av rösterna (31.3.2014).